# トミシノポルンガ
トミシノポルンガとは日本の競走馬、種牡馬である。1990年代前半における地方競馬の雄として活躍。中央競馬と地方競馬の交流が活発となる前後において積極的に中央競馬に遠征し、オープン競走で勝利するなど足跡を残した。

## 経歴

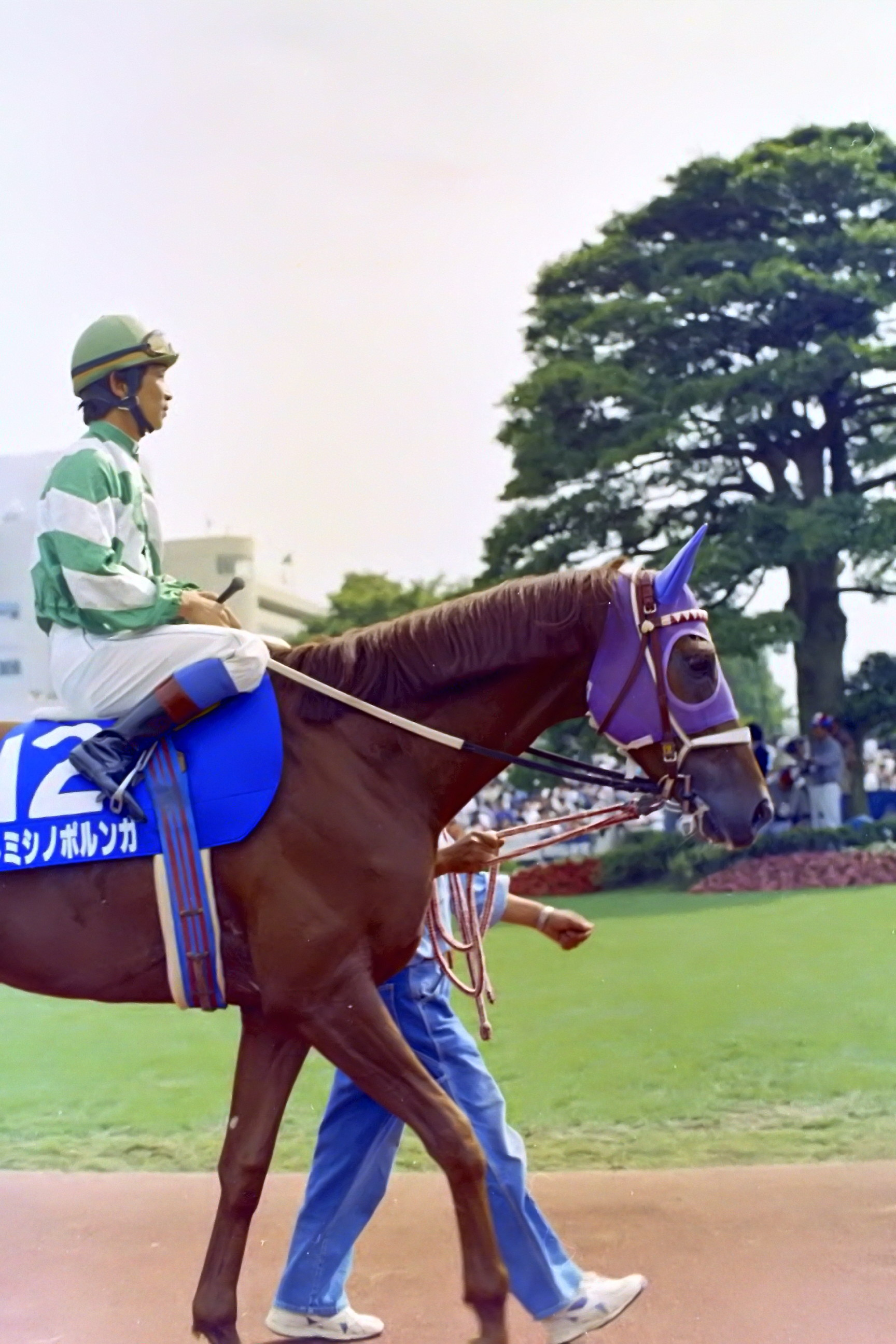
1995年6月4日　京都競馬場

幼駒時代はそれほど見栄えはしなかったが、のちに担当厩務員となる吉沢昭宏はひと目見てインスピレーションを感じ、すぐに馬主に購入を薦めたという。
1991年7月25日にデビュー。3歳時は初勝利に4戦を要するなど7戦2勝。オグリキャップの半妹として抜群の人気だったオグリホワイトに3度の対戦すべてで優勝をさらわれ、その陰に隠れた存在だった。しかし、4歳になると年明け初戦から連勝街道をひた走り、地元4歳馬の頂点を競う東海ダービー、地方競馬の4歳馬最高峰のレースであるダービーグランプリを制するなど、1着失格をはさんで7連勝と本格化した。5歳になって連勝は途切れるが、東海ゴールドカップ2連覇など6戦3勝。笠松競馬場以外では大井競馬場の帝王賞に出走し、10着に敗れている。
6歳以降はたびたび中央競馬への遠征を行う。1994年はその年に交流重賞として新設された平安ステークスで3着。芝コースで行われたテレビ愛知オープンではカリブソングなど3頭の重賞勝ち馬を抑えて優勝している。オールカマーでは上位3頭から離された4着。翌1995年は宝塚記念に出走するも10着に敗れた。そのほか前年に続いて帝王賞に出走して7着。この間も東海桜花賞2連覇、NARグランプリ1994サラブレッド系5歳以上最優秀馬に選出されるなど、東海公営のエースであり続けた。4歳以降の地元（笠松、名古屋、中京）開催の2000メートル以下のレースでは12戦11勝、唯一の敗戦は前述の失格とほぼ完璧であった。1995年いっぱいで引退。
1996年から種牡馬となるが、種牡馬生活6年間で種付け頭数は13頭、生産頭数は6頭にとどまった。競走馬として登録された5頭はすべて勝ち上がったものの、中央、地方ともに重賞勝ち馬は出せなかった。種牡馬引退後の行方は不明である。

## 競走成績
| 競走日     | 競馬場     | 競走名              | 格       | 距離（馬場）  | 頭 数 | 枠 番 | 馬 番 | オッズ （人気） | 着順 | タイム          | 着差 | 騎手      | 斤量 [kg] | 1着馬（2着馬）         | 馬体重 [kg] |
| ---------- | ---------- | ------------------- | -------- | ------------- | ----- | ----- | ----- | --------------- | ---- | --------------- | ---- | --------- | --------- | ---------------------- | ----------- |
| 1991.07.25 | 笠松       | 3才ロ新馬           |          | ダ0800m（良） | 10    | 8     | 10    | 000.00（2人）   | 02着 | R0:51.9         | -0.2 | 0天野貢   | 54        | リュウチカラ           | 438         |
| 0000.08.12 | 笠松       | 3才イ               |          | ダ0800m（良） | 8     | 6     | 6     | 000.00（4人）   | 03着 | R0:50.8         | -1.8 | 0天野貢   | 54        | オグリホワイト         | 440         |
| 0000.08.25 | 笠松       | 秋風ジュニア        |          | ダ1400m（良） | 8     | 4     | 4     | 000.00（4人）   | 02着 | R1:33.7         | -1.1 | 0天野貢   | 54        | オグリホワイト         | 440         |
| 0000.09.08 | 笠松       | 3才イ               |          | ダ1400m（稍） | 6     | 6     | 6     | 000.00（2人）   | 01着 | R1:31.1         | -0.9 | 0天野貢   | 54        | （プリティレーベル）   | 438         |
| 0000.09.29 | 笠松       | ジュニアクラウン    | 重賞     | ダ1400m（良） | 10    | 8     | 10    | 000.00（1人）   | 01着 | R1:32.2         | -0.5 | 0天野貢   | 54        | （アソパンサー）       | 442         |
| 0000.12.11 | 笠松       | 3才イ               |          | ダ1400m（稍） | 9     | 7     | 7     | 000.00（3人）   | 04着 | R1:31.9         | -0.9 | 0天野貢   | 55        | ヤマハツグレート       | 454         |
| 0000.12.11 | 笠松       | ジュニアグランプリ  | 重賞     | ダ1600m（不） | 10    | 8     | 9     | 000.00（4人）   | 06着 | R1:45.7         | -1.3 | 0天野貢   | 54        | オグリホワイト         | 444         |
| 1992.01.12 | 笠松       | ゴールドジュニア    | 重賞     | ダ1600m（重） | 8     | 7     | 7     | 000.00（5人）   | 01着 | R1:43.8         | -0.6 | 0天野貢   | 53        | （ワカタイカン）       | 440         |
| 0000.02.13 | 名古屋     | C2イ 特別           |          | ダ1600m（良） | 9     | 1     | 1     | 000.00（1人）   | 01着 | R1:44.7         | -0.4 | 0天野貢   | 54        | （チェンジオブハート） | 440         |
| 0000.04.05 | 笠松       | 新緑賞              | 重賞     | ダ1600m（不） | 10    | 6     | 6     | 000.00（1人）   | 01着 | R1:44.8         | -0.2 | 0安藤勝己 | 54        | （エールランナー）     | 438         |
| 0000.06.10 | 名古屋     | 東海ダービー        | 重賞     | ダ1900m（良） | 12    | 6     | 8     | 000.00（3人）   | 01着 | R2:01.7         | -0.1 | 0安藤勝己 | 56        | （シンワコウジ）       | 438         |
| 0000.09.30 | 笠松       | 三番叟特別          | B1B2     | ダ1800m（重） | 9     | 3     | 3     | 000.00（1人）   | 失格 |                 |      | 0安藤勝己 | 54        | タケノプリンセス       | 454         |
| 0000.10.25 | 笠松       | 岐阜金賞            | 重賞     | ダ1900m（不） | 8     | 3     | 3     | 000.00（1人）   | 01着 | R2:04.9         | -0.5 | 0安藤勝己 | 54        | （ミスターコマモリ）   | 456         |
| 0000.11.22 | 水沢       | ダービーグランプリ  | 重賞     | ダ2000m（良） | 10    | 8     | 9     | 000.00（5人）   | 01着 | R2:12.7         | -0.2 | 0安藤勝己 | 55        | （スガノスキー）       | 456         |
| 0000.12.30 | 笠松       | 東海ゴールドC       | 重賞     | ダ2500m（重） | 9     | 4     | 4     | 000.00（1人）   | 01着 | R2:44.7         | -0.3 | 0安藤勝己 | 53        | （ベッスルエース）     | 458         |
| 1993.02.11 | 笠松       | オグリキャップ記念  | 重賞     | ダ2500m（良） | 8     | 4     | 4     | 000.00（1人）   | 02着 | R2:47.6         | -0.1 | 0安藤勝己 | 55        | タイプスワロー         | 460         |
| 0000.04.12 | 大井       | 帝王賞              | 中央招待 | ダ2000m（良） | 16    | 1     | 1     | 000.00（6人）   | 10着 | R2:06.6         | -1.1 | 0井上孝彦 | 56        | ハシルショウグン       | 455         |
| 0000.09.12 | 笠松       | オータムC           | 準重賞   | ダ1900m（良） | 6     | 7     | 7     | 000.00（1人）   | 01着 | R2:05.3         | -0.6 | 0安藤勝己 | 55        | （ケイエヌクイン）     | 458         |
| 0000.10.24 | 笠松       | 東海クラウン        | A1       | ダ1800m（良） | 8     | 4     | 4     | 000.00（1人）   | 01着 | R1:57.9         | -0.7 | 0安藤勝己 | 55.5      | （ロングアゲイン）     | 466         |
| 0000.11.23 | 笠松       | 全日本サラブレッドC | 重賞     | ダ2500m（稍） | 10    | 5     | 5     | 000.00（1人）   | 04着 | R2:47.3         | -0.4 | 0安藤勝己 | 56        | ウットマン             | 468         |
| 0000.12.30 | 笠松       | 東海ゴールドC       | 重賞     | ダ2500m（稍） | 8     | 2     | 2     | 000.00（1人）   | 01着 | R2:42.4         | -0.9 | 0安藤勝己 | 55.5      | （ウットマン）         | 464         |
| 1994.01.15 | 阪神       | 平安S               | GIII     | ダ1800m（良） | 16    | 1     | 1     | 018.20（6人）   | 03着 | R1:53.0（38.7） | -0.2 | 0安藤勝己 | 57        | トーヨーリファール     | 460         |
| 0000.04.12 | 大井       | 帝王賞              | 中央招待 | ダ2000m（良） | 16    | 2     | 4     | 000.00（4人）   | 07着 | R2:05.1         | -0.4 | 0安藤勝己 | 56        | スタビライザー         | 459         |
| 0000.05.05 | 中京（地） | 東海桜花賞          | 重賞     | 芝2000m（良） | 11    | 6     | 6     | 000.00（2人）   | 01着 | R2:03.4         | -0.4 | 0安藤勝己 | 57        | （ヒデノデュレン）     | 452         |
| 0000.06.25 | 中京       | テレビ愛知OP        | OP       | 芝2000m（良） | 10    | 3     | 3     | 006.20（4人）   | 01着 | R1:59.7（35.3） | -0.2 | 0安藤勝己 | 57        | （キングファラオ）     | 442         |
| 0000.09.18 | 中山       | オールカマー        | GIII     | 芝2200m（重） | 8     | 2     | 2     | 032.60（3人）   | 04着 | R2:16.1（36.9） | -1.6 | 0安藤勝己 | 56        | ビワハヤヒデ           | 438         |
| 0000.11.23 | 笠松       | 全日本サラブレッドC | 重賞     | ダ2500m（良） | 10    | 5     | 5     | 000.00（1人）   | 02着 | R2:46.6         | -0.2 | 0安藤勝己 | 56        | マルブツセカイオー     | 452         |
| 0000.12.30 | 笠松       | 東海ゴールドC       | 重賞     | ダ2500m（良） | 10    | 3     | 3     | 000.00（1人）   | 06着 | R2:48.1         | -1.5 | 0安藤勝己 | 58        | ヘイセイクラウド       | 458         |
| 1995.05.05 | 中京（地） | 東海桜花賞          | 重賞     | 芝2000m（良） | 12    | 2     | 2     | 000.00（1人）   | 01着 | R2:02.2         | -0.5 | 0安藤勝己 | 58        | （タカサンダー）       | 442         |
| 0000.06.04 | 京都       | 宝塚記念            | GI       | 芝2200m（稍） | 9     | 6     | 6     | 074.8（14人）   | 10着 | R2:11.3（35.1） | -1.1 | 0安藤勝己 | 56        | ダンツシアトル         | 442         |
| 0000.09.15 | 笠松       | オータムC           | 準重賞   | ダ1900m（不） | 9     | 6     | 6     | 000.00（1人）   | 01着 | R2:05.6         | -0.3 | 0安藤勝己 | 59        | （ベッスルナイト）     | 454         |
| 0000.10.10 | 名古屋     | ゴールド争覇        | 重賞     | ダ1900m（良） | 12    | 4     | 4     | 000.00（1人）   | 01着 | R2:03.3         | -0.6 | 0吉田稔   | 56        | （ライデンスキー）     | 454         |

## エピソード
- 特記事項なき場合、本節の出典は参考文献
  - 1992年9月30日の三番叟特別では直線で大きく斜行し、1着入線するも失格になった。これは安藤勝己騎手が天野貢騎手から乗り代わった際にトミシノポルンガの並々ならぬ能力を感じ、地方他地区および中央競馬挑戦を見据えて後方一気の戦法を取ることとなったためであるのだが、この失格が原因で安藤勝己騎手は東海地区限定の免許しか更新する事ができず、帝王賞では井上孝彦騎手が騎乗することとなった。また、この影響でトミシノポルンガの中央競馬への挑戦も安藤勝己騎手の限定免許が切れるまで見送られることとなったという。
  - トミシノポルンガは4歳後半がピークで、もっと早くに中央競馬に挑戦できていればもっと良い結果が残せていたであろうと安藤勝己騎手が語っている。
  - 1994年11月23日の全日本サラブレッドカップではミスターシービーばりの3角まくり→4角先頭で逃げ込みという派手な競馬を見せたが、ゴール直前でマルブツセカイオーに差されて2着となった。しかし、あまりの強引な騎乗ぶりに批判の声が少なくなかったという。

## 血統表
| トミシノポルンガの血統（ブランドフォード系／Bold Ruler4×5=9.38%、Nasrullah5×5=6.25%） | トミシノポルンガの血統（ブランドフォード系／Bold Ruler4×5=9.38%、Nasrullah5×5=6.25%） | トミシノポルンガの血統（ブランドフォード系／Bold Ruler4×5=9.38%、Nasrullah5×5=6.25%） | （血統表の出典）        | （血統表の出典） |
| 父 サンオーイ 1980 鹿毛                                                               | 父の父*リマンド Remand 1965 栗毛                                                      | Alcide                                                                                | Alycidon                | Alycidon         |
| 父 サンオーイ 1980 鹿毛                                                               | 父の父*リマンド Remand 1965 栗毛                                                      | Alcide                                                                                | Chenille                |                  |
| 父 サンオーイ 1980 鹿毛                                                               | 父の父*リマンド Remand 1965 栗毛                                                      | Admonish                                                                              | Palestine               | Palestine        |
| 父 サンオーイ 1980 鹿毛                                                               | 父の父*リマンド Remand 1965 栗毛                                                      | Admonish                                                                              | Warning                 |                  |
| 父 サンオーイ 1980 鹿毛                                                               | 父の母サンオーオク 1974 鹿毛                                                          | *ステューペンダス                                                                     | Bold Ruler              | Bold Ruler       |
| 父 サンオーイ 1980 鹿毛                                                               | 父の母サンオーオク 1974 鹿毛                                                          | *ステューペンダス                                                                     | Magneto                 |                  |
| 父 サンオーイ 1980 鹿毛                                                               | 父の母サンオーオク 1974 鹿毛                                                          | *ソヴリンレディ                                                                       | King's Leap             | King's Leap      |
| 父 サンオーイ 1980 鹿毛                                                               | 父の母サンオーオク 1974 鹿毛                                                          | *ソヴリンレディ                                                                       | High Lady               |                  |
| 母 アメリカンスーパー 1981 芦毛                                                       | 母の父*フエートメーカー Fate Maker 1972 栗毛                                          | Swaps                                                                                 | Khaled                  | Khaled           |
| 母 アメリカンスーパー 1981 芦毛                                                       | 母の父*フエートメーカー Fate Maker 1972 栗毛                                          | Swaps                                                                                 | Iron Reward             |                  |
| 母 アメリカンスーパー 1981 芦毛                                                       | 母の父*フエートメーカー Fate Maker 1972 栗毛                                          | A-Bee Ba-Bee                                                                          | ナディア                | ナディア         |
| 母 アメリカンスーパー 1981 芦毛                                                       | 母の父*フエートメーカー Fate Maker 1972 栗毛                                          | A-Bee Ba-Bee                                                                          | Stay Smoochie           |                  |
| 母 アメリカンスーパー 1981 芦毛                                                       | 母の母*エンヴイアドラ Enviadora 1971 芦毛                                             | Enviado                                                                               | Envoy                   | Envoy            |
| 母 アメリカンスーパー 1981 芦毛                                                       | 母の母*エンヴイアドラ Enviadora 1971 芦毛                                             | Enviado                                                                               | Fleet Rosaire           |                  |
| 母 アメリカンスーパー 1981 芦毛                                                       | 母の母*エンヴイアドラ Enviadora 1971 芦毛                                             | Sierra Grey                                                                           | Trierarch               | Trierarch        |
| 母 アメリカンスーパー 1981 芦毛                                                       | 母の母*エンヴイアドラ Enviadora 1971 芦毛                                             | Sierra Grey                                                                           | Broken Clouds F-No.13-b |                  |

- 半弟アタゴホープは本馬と同じく笠松競馬場に所属し、白銀争覇を勝っている。
- 祖母エンヴイアドラの子孫にユウキャラット（オークス3着、忘れな草賞）がいる。